# British Solomon Islands Protectorate
Das British Solomon Islands Protectorate (BSIP) war ab 1893 ein britisches Protektorat (Schutzgebiet), zu dem zuerst die Südlichen Salomonen und später auch die meisten der anderen Salomon-Inseln gehörten. Das Gebiet erlangte 1978 seine Unabhängigkeit als eigenständiger Staat der Salomonen.

## Gründung des Protektorats
Großbritannien besaß schon seit 1874 Kolonial- und Schutzgebiete in der Südsee. Die britische Königin Victoria konnte nach dem Pacific Islanders Protection Act vom 2. August 1875 das Amt eines Hohen Kommissars für die pazifischen Überseegebiete einrichten.
Im Jahr 1886 schlossen das Britische Empire und das Deutsche Reich zwei Abkommen über die Abgrenzung ihrer Interessensphären im westlichen Pazifik. Dies waren die Britisch-deutschen Erklärungen über den westlichen Pazifik.
Am 17. September 1893 gab Wilfred Collet, Sekretär des Hohen Kommissars der Westpazifischen Hohen Kommission, offiziell bekannt, dass die Bestimmungen des Gerichts des Hohen Kommissars und die konsolidierten Orders in Council auf die südlichen Salomonen ausgedehnt wurden (The Pacific Order, Nr. 78, 1893).
Es gab einige Verwirrung über die Ernennung von Charles Morris Woodford zum Resident Commissioner im Jahr 1896. Das Colonial Office war fest entschlossen, dass Woodford mit der Anweisung von Sir Henry Berkeley, die südlichen Salomonen als neu ernannter stellvertretender Commissioner nur vor Ort inspizieren und danach berichten sollte, aber keine dauerhafte Stelle auf den Inseln einrichten sollte. Doch nach einer ausgedehnten Inspektionsreise durch den Archipel kaufte Woodford am 29. September 1896  für 42 Pfund die Insel Tulagi vor Gavutu. Die Kaufurkunde wurde von Woodford und 32 einheimischen Männern unterzeichnet, die Landbesitzer aus dem nahe gelegenen Nggela vertraten. Tulagi war ideal gelegen für eine kleine Regierungsstation, die Woodford dort einrichtete. Tulagi blieb die Hauptstadt des Protektorats bis 1952.
In den Jahren nach der Protektoratsgründung wurden immer weitere Inseln hinzugefügt.

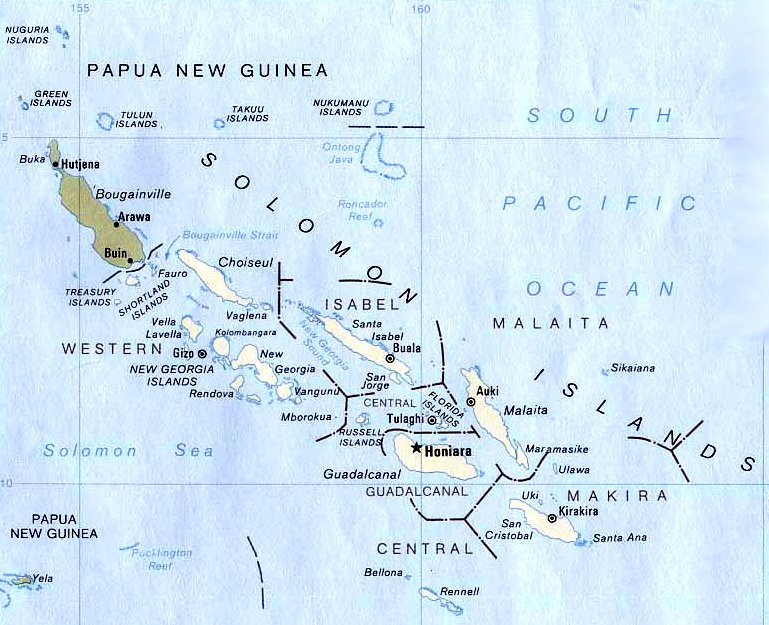
Die Salomon-Inseln

### Zugehörige Inseln
- 1893 – Südliche Salomonen mit Guadalcanal (vorm. British Western Pacific Territories – BWPT)
- 1896 – Tulagi
- 1897 – Bellona, Rennell-Inseln, Stewart-Inseln
- 1898 – Santa-Cruz-Inseln, Reef-Inseln, Anuta, Fatutaka, Trevanion-Inseln, Duff-Inseln
- 1900 – Choiseul, Santa Isabel, Shortland-Inseln, Fauro, Tasman-Inselgruppe, Lord-Howe-Insel, Ndai[6]

## Gewalt und Befriedung
Die Anfangszeit des Protektorats von 1896 bis 1902 prägten ständige Gewalt und Selbstjustiz. Die Inselbewohner erkannten recht schnell, dass die Europäer eine stärkere dauerhafte Macht ausübten. Die Gemeinschaft der Siedler sah die Befriedung der Inseln daher als wesentlich für die zukünftige Entwicklung an. Auch die Einheimischen sahen, dass der Handel und Dienstleistungen in Friedenszeiten besser funktionierte.
Auf den Salomonen, speziell in der New Georgia-Gruppe, existierte noch die Kopfjagd, der etliche Siedler zum Opfer fielen. Die Kopfjagdangriffe wurden um 1902 eingestellt. Menschen auf Inseln wie Isabel und Choiseul, die der Kopfjagd ausgesetzt waren, zogen nun zurück an die Küsten, wo sich Gemeinden um die Missionen gruppierten.
Vereinzelte Vorfälle von Vergeltung und Mord gingen allerdings weiter. So kam es im Oktober 1927 zum Massaker von Malaita, bei dem der District Officer von Malaita, William R. Bell, mit seiner Assistentin Lilley und weiteren dreizehn seiner Stellvertreter beim Eintreiben von Steuern umgebracht wurden. In der Folge wurden bei einer Strafexpedition 60 Menschen erschossen, etwa 200 wurden nach Tulagi ins Gefängnis gebracht, wo 31 an Ruhr starben. 17 Männer wurden zu langen Haftstrafen verurteilt und sechs wurden gehängt.
Unter dem Einfluss der Protektoratsverwaltung wurden die Inselbewohner westlicher Bildung, dem Christentum, neuen Technologien und einem neuen Blick auf die Welt jenseits ihrer Küsten ausgesetzt. Die gängige Praxis des Stammeskriegs wurde auf den Inseln unterdrückt; Anfang der 1940er Jahre waren solche Stammeskonflikte selten geworden.

## Pazifikkrieg
Im September 1939 verabschiedete die Westpazifische Hohe Kommission eine Verordnung zur Bildung einer Verteidigungsstreitmacht (BSIP Defence Force), die ein Jahr später gegründet wurde. Dann, Ende 1941 und Anfang 1942, erließ die Westpazifische Hohe Kommission zusätzliche Vorschriften, um die Unterdrückung von Volksverhetzung, die Inhaftierung verdächtiger Personen, die erzwungene, aber bezahlte Beschlagnahme von Eigentum und besondere Gerichtsbestimmungen zu ermöglichen.
In Vorbereitung auf den bevorstehenden Krieg wurde Gavutu ein australischer Marinestützpunkt. Im Juli 1941 verlegte die RAAF einige ihrer in Port Moresby stationierten Catalina-Wasserflugzeuge nach Gavutu, obwohl der größte Teil des Personals erst nach Februar 1942 eintraf.
Die ersten Bombardierungen durch die Japaner fanden am 22. Januar 1942 statt und zwei Tage später begann die offizielle endgültige Evakuierung von Tulagi, hauptsächlich nach Auki. Die meisten Europäer waren schon im Vorfeld nach Australien evakuiert worden. Am 25. Januar wurde die Regierungsstation auf den Shortland-Inseln geschlossen und das Personal zog sich nach Gizo zurück.

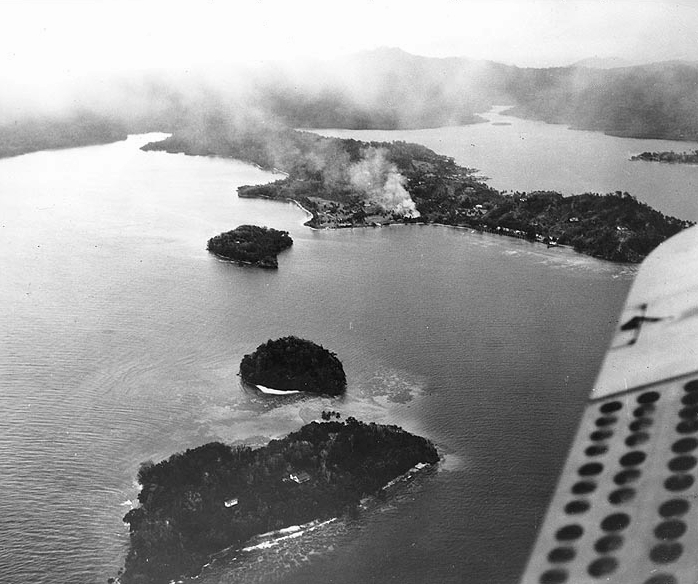
Luftaufnahme von Tulagi am 7. August 1942

Als am 26. Januar ein japanisches Aufklärungsflugzeug Tulagi überflog brachen alle verbliebenen Zivilisten zu den Russell-Inseln auf. Die Streitkräfte verließen Tulagi am 27. und 28. Januar in Richtung Malaita. Am selben Tag wurden Faisi und Gizo evakuiert und alle verbliebenen Geschäfte zerstört. Tulagi wurde am 29. Januar von einem japanischen Flugzeug beschossen und Commissioner Marchant verlegte sein Hauptquartier am 31. Januar nach Auki und zog sich am 13. Februar nach Fulisango (Furi`isango) zurück.
Im März und April bombardierten die Japaner regelmäßig Tulagi, Makambo und Gavutu-Tanambogo.
Am 30. März landeten die Japaner auf den Shortland-Inseln (→ Japanische Invasion der Shortland-Inseln) und am 3. Mai auf Tulagi und das Protektorat befand sich endgültig im Zweiten Weltkrieg. Etwa 100 Europäer und ebenso viele Chinesen blieben nach der japanischen Invasion im Protektorat.
Nachdem die Japaner ein Flugfeld auf Guadalcanal eingerichtet hatten, entbrannte die Schlacht um Guadalcanal. Erst nach und nach gelang es den Alliierten sich bis zu den Nördlichen Salomonen vorzukämpfen.
Auf einigen westlichen Salomonen-Inseln blieben isolierte Gruppen japanischer Soldaten bis zum Ende des Krieges. Die letzten Soldaten, die tief in den Bergen versteckt waren, ergaben sich erst in den 1960er Jahren.

## Nach Kriegsende
Honiara wurde 1952 offiziell zur Hauptstadt des britischen Protektorats der Salomonen ernannt. Die Infrastruktur war von den USA während des Krieges gut ausgebaut worden, was die  britischen Regierung dazu bewog, die Hauptstadt nach Honiara zu verlegen.
Die britische Kolonialverwaltung etablierte in den 1950er Jahren auch Gemeinderäte auf den Salomon-Inseln. Mit Hilfe dort agierender Einheimischer konnte die Stabilität wieder hergestellt werden. Ab 1960 wurden zur Unterstützung der Zentralregierung Legislativ- und Exekutivräte aufgebaut, wobei der Hohe Kommissar für den Westpazifik die Mitglieder der Räte ernannte. Später fanden dann auch erste Wahlen zu den Räten statt.
Die ersten nationalen Wahlen wurden 1964 abgehalten und 1967 wurden die ersten allgemeinen Wahlen für alle bis auf einen der 15 repräsentativen Sitze im Legislativrat durchgeführt.

## Unabhängigkeit
1974 wurde eine neue Verfassung eingeführt, die den Inselbewohnern sowohl die Verantwortung des Ministerpräsidenten als auch des Kabinetts übertrug. Im Juli 1974 wurde Solomon Mamaloni der erste chief minister des Landes und der Regierungsrat wurde in die gesetzgebende Versammlung umgewandelt. Das Protektorat, das über den Salomonen bestand, wurde gemäß den Bestimmungen des Solomon Islands Act 1978 beendet und die Salomonen ein eigenständiger Staat.